# 1995년 미스코리아
1995년 미스코리아는 1995년 5월 13일에 서울특별시 종로구의 세종문화회관에서 열린 서른아홉번째 미스코리아 선발대회이다. 문화방송(MBC TV)으로 중계하였다.

## 입상자
| 대회 |        | 진 (眞)         | 선 (善)                  | 미 (美) |
| ---- | ------ | --------------- | ------------------------ | ------- |
| 본선 | 김윤정 | 김정화 · 최윤영 | 김민정 · 김아린 · 한성원 |         |
| 강원 | 임주연 | 김윤희          | 양미영                   |         |
| 경기 | 박미란 | 김혜경          | 김문희                   |         |
| 경남 | 김정애 | 심효진          | 송지선                   |         |
| 경북 | 권선진 | 박선영          | 노영희                   |         |
| 광주 | 박윤정 | 이은경          | 유지원                   |         |
| 전남 | 박윤정 | 이은경          | 유지원                   |         |
| 대구 | 지은우 | 김은영          | 이미경                   |         |
| 대전 | 김정화 | 문석영          | 배은아                   |         |
| 충남 | 김정화 | 문석영          | 배은아                   |         |
| 부산 | 김윤정 | 남궁경희        | 김보경                   |         |
| 서울 | 김윤정 | 이경숙          | 장은정                   |         |
| 인천 | 송은정 | 강현주          | 김단비                   |         |
| 전북 | 박지현 | 박혜자          | 김지은                   |         |
| 충북 | 김민정 | 송수영          | 이미경                   |         |